# St. Cloud (Missouri)
St. Cloud és una població dels Estats Units a l'estat de Missouri. Segons el cens del 2000 tenia 56 habitants.

## Demografia
Segons el cens del 2000, St. Cloud tenia 56 habitants, 24 habitatges, i 19 famílies. La densitat de població era de 17,4 habitants per km².
Dels 24 habitatges en un 37,5% hi vivien nens de menys de 18 anys, en un 50% hi vivien parelles casades, en un 16,7% dones solteres, i en un 20,8% no eren unitats familiars. En el 20,8% dels habitatges hi vivien persones soles el 8,3% de les quals corresponia a persones de 65 anys o més que vivien soles. El nombre mitjà de persones vivint en cada habitatge era de 2,33 i el nombre mitjà de persones que vivien en cada família era de 2,68.
Per edats la població es repartia de la següent manera: un 30,4% tenia menys de 18 anys, un 3,6% entre 18 i 24, un 26,8% entre 25 i 44, un 23,2% de 45 a 60 i un 16,1% 65 anys o més.
L'edat mediana era de 38 anys. Per cada 100 dones de 18 o més anys hi havia 116,7 homes.
La renda mediana per habitatge era de 23.750 $ i la renda mediana per família de 19.375 $. Els homes tenien una renda mediana de 23.750 $ mentre que les dones 16.875 $. La renda per capita de la població era de 8.081 $. Entorn del 40% de les famílies i el 48,1% de la població estaven per davall del llindar de pobresa.

## Poblacions més properes
El següent diagrama mostra les poblacions més properes.